# Trecena

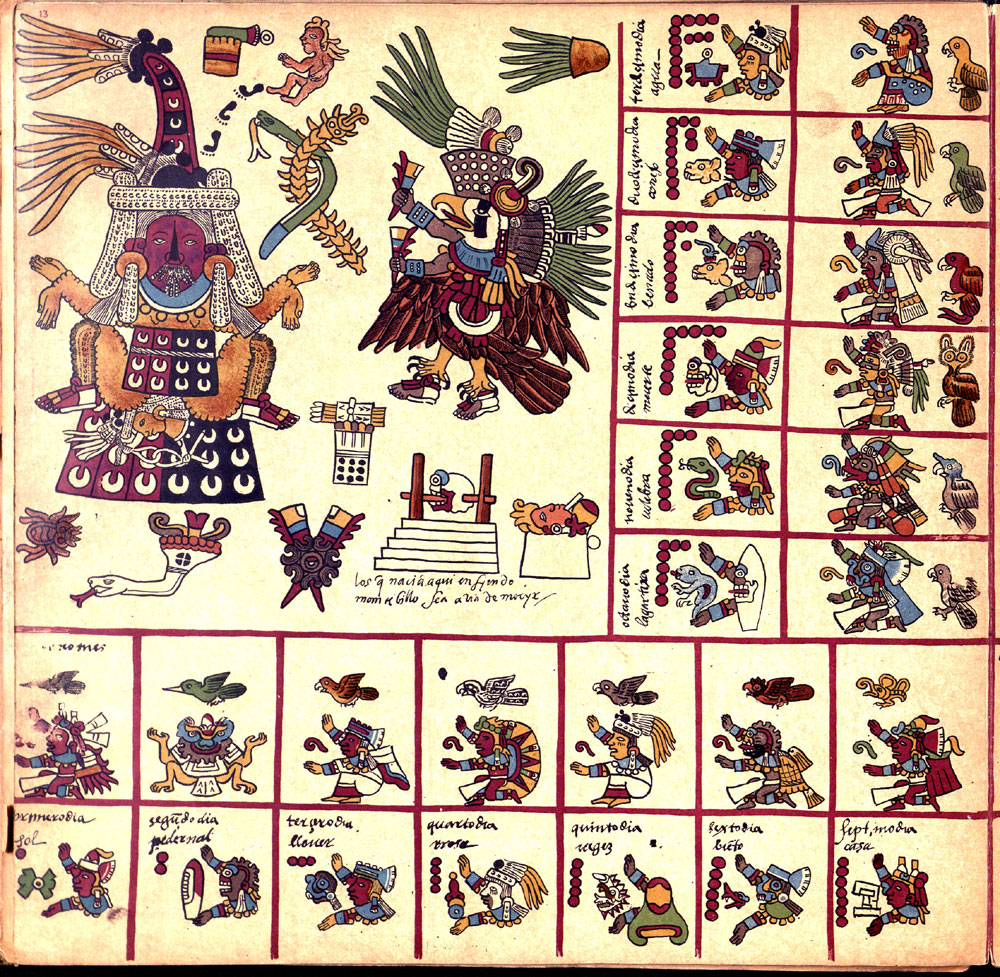
Darstellung der 13. Trecena im Codex Borbonicus

Trecena (abgeleitet aus dem spanischen Wort trece für dreizehn) ist die Bezeichnung einer dreizehntägigen Zeiteinheit, welche im mesoamerikanischen Kalendersystem verwendet wurde. Auch wenn die Trecena heute großteils mit der aztekischen Kultur verbunden wird, wurde diese Zeiteinheit auch in den Kalendern der Maya, Zapoteken, Mixteken, Olmeken und weiterer Kulturen verwendet.
Eine Trecena stellt den zwanzigsten Teil des 260-tägigen, zeremoniellen Tonalpohualli-Kalenders der Azteken dar, sowie dessen Maya-Äquivalents, des Tzolkins. Jede der zwanzig Trecenas ist mit einer oder mehreren Gottheiten assoziiert.